# Europese kampioenschappen schaatsen 2014
De Europese kampioenschappen schaatsen 2014 voor mannen en vrouwen vonden plaats op 11 en 12 januari in het Vikingskipet in Hamar, Noorwegen.
Bij de mannen werd de titel niet verdedigd door titelhouder Sven Kramer. Onder de overige deelnemers bevond zich verder ook geen enkele voormalige EK kampioen, wel drie mannen die eerder op het erepodium hadden plaats genomen; de Noor Håvard Bøkko (0-2-3) en de Nederlanders Jan Blokhuijsen (0-3-0) en Koen Verweij (0-0-1). Deze drie mannen namen na afloop van het kampioenschap ook nu weer plaats op het erepodium. Jan Blokhuijsen als de nieuwe Europees kampioen op de hoogste trede, Koen Verweij op plaats twee en Håvard Bøkko op plaats drie.
Bij de vrouwen prolongeerde titelhoudster Ireen Wüst de titel die daarmee haar derde EK titel behaalde. Op het erepodium werd ze geflankeerd door haar landgenote en debutante Yvonne Nauta op plaats twee en viervoudig EK kampioene Martina Sáblíková uit Tsjechië op plaats drie.

## Programma
| Datum      | Tijd                | Onderdeel |
| ---------- | ------------------- | --------- |
| 11 januari |                     |           |
| 12.50      | 500 meter vrouwen   |           |
| 13.20      | 500 meter mannen    |           |
| 14.16      | 3000 meter vrouwen  |           |
| 16.00      | 5000 meter mannen   |           |
| 12 januari |                     |           |
| 13.00      | 1500 meter vrouwen  |           |
| 14.00      | 1500 meter mannen   |           |
| 15.00      | 5000 meter vrouwen  |           |
| 16.40      | 10.000 meter mannen |           |

## Startplaatsen
Elk Europees ISU-lid had het recht om een deelnemer in te schrijven, mits aan vastgestelde tijdslimieten werd voldaan (vrouwen 3000 m: 4.24 of 4.28 buiten Calgary en Salt Lake City en mannen 5000 m: 6.48 of 6.52 buiten Calgary en Salt Lake City). Extra startplaatsen werden behaald op basis van de klasseringen op het EK van 2013.
|         | 4                  | 3                          | 2                                                      |
| ------- | ------------------ | -------------------------- | ------------------------------------------------------ |
| Mannen  | Nederland, Polen   | Noorwegen, Rusland         | België, Duitsland, Italië, Letland, Oostenrijk, Zweden |
| Vrouwen | Nederland, Rusland | Noorwegen, Polen, Tsjechië | België, Duitsland, Italië, Oostenrijk                  |

Bij de mannen vulde Letland een van de twee startplaatsen in, bij de vrouwen deden België en Italië dit. De Oostenrijkse Anna Rokita trok zich voor de wedstrijd terug terwijl de tweede plaats op voorhand al niet was ingevuld. Ook de Noorse Mari Hemmer trok zich voor de wedstrijd terug, haar plaats werd door reserve Sofie Karoline Haugen ingevuld.
Namens België namen Bart Swings en Wannes Van Praet bij de mannen en Jelena Peeters bij de vrouwen deel. De Nederlandse startplaatsen werden ingevuld op het OKT 2014. Bij de mannen waren dit Jan Blokhuijsen, Renz Rotteveel, Koen Verweij en debutant Douwe de Vries. Als reserve was Bob de Jong aangewezen. Bij de vrouwen waren dit naast titelverdedigster Wüst, Diane Valkenburg en de twee debutanten Marije Joling en Yvonne Nauta. Hier was Jorien Voorhuis als reserve aangewezen.
Onder de deelneemsters Saskia Alusalu, zij was de eerste vrouw die Estland vertegenwoordigde bij de EK schaatsen en na 75 jaar de tweede Estse vertegenwoordiging na de deelname van Leopold Reivart bij de mannen op het EK van 1939.

## Mannen

### Deelname
De mannen streden voor de 111e keer om de Europese titel (inclusief de twee kampioenschappen gehouden voor de oprichting van de ISU), ze deden dit voor de elfde keer in Hamar (voor de vijfde keer in het Vikingskipet) en voor de 33e keer in Noorwegen. Eenendertig deelnemers uit zestien landen namen deel aan dit kampioenschap.

### Afstandpodia
| Afstand | Goud            | Zilver              | Brons           |
| ------- | --------------- | ------------------- | --------------- |
| 500m    | Håvard Bøkko    | Konrad Niedźwiedzki | Zbigniew Bródka |
| 5000m   | Jan Blokhuijsen | Douwe de Vries      | Bart Swings     |
| 1500m   | Koen Verweij    | Konrad Niedźwiedzki | Zbigniew Bródka |
| 10.000m | Jan Blokhuijsen | Koen Verweij        | Bart Swings     |

### Eindklassement
| Rang   | Schaatsster           | Land        | 500m       | 5000m        | 1500m        | 10.000m      | Punten  |
| ------ | --------------------- | ----------- | ---------- | ------------ | ------------ | ------------ | ------- |
| Goud   | Jan Blokhuijsen       | Nederland   | 36,61 (7)  | 6.15,89 (1)  | 1.46,91 (9)  | 13.07,22 (1) | 149,196 |
| Zilver | Koen Verweij          | Nederland   | 36,11 (4)  | 6.21,59 (4)  | 1.45,93 (1)  | 13.13,45 (2) | 149,251 |
| Brons  | Håvard Bøkko          | Noorwegen   | 35,99 (1)  | 6.22,97 (7)  | 1.46,51 (6)  | 13.22,09 (5) | 149,894 |
| 4      | Bart Swings           | België      | 36,80 (12) | 6.20,92 (3)  | 1.46,53 (7)  | 13.17,41 (3) | 150,272 |
| 5      | Sverre Lunde Pedersen | Noorwegen   | 36,67 (9)  | 6.21,81 (5)  | 1.46,28 (4)  | 13.20,50 (4) | 150,302 |
| 6      | Renz Rotteveel        | Nederland   | 36,66 (8)  | 6.22,82 (6)  | 1.46,69 (8)  | 13.26,75 (6) | 150,842 |
| 7      | Douwe de Vries        | Nederland   | 37,29 (20) | 6.19,47 (2)  | 1.47,38 (10) | 13.28,99 (7) | 151,479 |
| 8      | Jan Szymański         | Polen       | 36,35 (6)  | 6.26,38 (8)  | 1.46,39 (5)  | 13.53,34 (8) | 152,118 |
| NC9    | Konrad Niedźwiedzki   | Polen       | 36,06 (2)  | 6.32,62 (12) | 1.46,16 (2)  |              | 110,708 |
| NC10   | Zbigniew Bródka       | Polen       | 36,07 (3)  | 6.34,18 (15) | 1.46,19 (3)  |              | 110,884 |
| NC11   | Sergej Grjaztsov      | Rusland     | 36,81 (13) | 6.31,01 (11) | 1.47,90 (11) |              | 111,877 |
| NC12   | Fredrik van der Horst | Noorwegen   | 37,07 (18) | 6.29,88 (10) | 1.49,61 (15) |              | 112,594 |
| NC13   | Haralds Silovs        | Letland     | 36,79 (11) | 6.36,59 (17) | 1.48,66 (13) |              | 112,669 |
| NC14   | Andrea Giovannini     | Italië      | 36,86 (15) | 6.33,87 (14) | 1.50,48 (19) |              | 113,073 |
| NC15   | Luca Stefani          | Italië      | 36,90 (16) | 6.34,32 (16) | 1.50,63 (21) |              | 113,208 |
| NC16   | Aleksei Suvorov       | Rusland     | 37,15 (19) | 6.40,63 (20) | 1.48,39 (12) |              | 113,343 |
| NC17   | David Andersson       | Zweden      | 36,33 (5)  | 6.44,92 (23) | 1.49,64 (17) |              | 113,368 |
| NC18   | Piotr Puszkarski      | Polen       | 36,68 (10) | 6.42,79 (22) | 1.50,10 (18) |              | 113,659 |
| NC19   | Jevgeni Serjajev      | Rusland     | 37,84 (25) | 6.29,49 (9)  | 1.50,62 (20) |              | 113,662 |
| NC20   | Bram Smallenbroek     | Oostenrijk  | 36,83 (14) | 6.45,04 (24) | 1.49,61 (15) |              | 113,870 |
| NC21   | Robert Lehmann        | Duitsland   | 37,69 (22) | 6.33,26 (13) | 1.51,00 (22) |              | 114,016 |
| NC22   | Konrád Nagy           | Hongarije   | 37,46 (21) | 6.42,06 (21) | 1.49,59 (14) |              | 114,196 |
| NC23   | Ewen Fernandez        | Frankrijk   | 37,71 (23) | 6.38,76 (19) | 1.52,46 (23) |              | 115,072 |
| NC24   | Nils van der Poel     | Zweden      | 38,51 (28) | 6.38,09 (18) | 1.53,47 (24) |              | 116,142 |
| NC25   | Vitalij Michajlov     | Wit-Rusland | 36,94 (17) | 6.50,79 (28) |              |              | 78,019  |
| NC26   | Linus Heidegger       | Oostenrijk  | 37,75 (24) | 6.45,90 (26) |              |              | 78,340  |
| NC27   | Livio Wenger          | Zwitserland | 38,24 (26) | 6.46,14 (27) |              |              | 78,854  |
| NC28   | Jonas Pflug           | Duitsland   | 38,36 (27) | 6.45,82 (25) |              |              | 78,942  |
| NC29   | Stefan Due Schmidt    | Denemarken  | 38,69 (31) | 6.51,89 (29) |              |              | 79,879  |
| NC30   | Zdeněk Haselberger    | Tsjechië    | 38,59 (29) | 7.02,70 (31) |              |              | 80,860  |
| NC31   | Wannes Van Praet      | België      | 38,65 (30) | 7.02,24 (30) |              |              | 80,874  |

## Vrouwen

### Deelname
De vrouwen streden voor de 39e keer om de Europese titel, ze deden voor de vijfde keer in Hamar en voor de achtste keer in Noorwegen (Brandbu 1973, Geithus 1986 en Kongsberg 1988 waren de eerste drie). Er namen 27 vrouwen uit veertien landen deel aan dit kampioenschap.

### Afstandpodia
| Afstand | Goud              | Zilver            | Brons             |
| ------- | ----------------- | ----------------- | ----------------- |
| 500m    | Ireen Wüst        | Karolína Erbanová | Joelia Skokova    |
| 3000m   | Ireen Wüst        | Yvonne Nauta      | Martina Sáblíková |
| 1500m   | Ireen Wüst        | Joelia Skokova    | Yvonne Nauta      |
| 5000m   | Martina Sáblíková | Yvonne Nauta      | Ireen Wüst        |

### Eindklassement
| Rang   | Schaatsster              | Land        | 500m       | 3000m        | 1500m        | 5000m       | Punten  |
| ------ | ------------------------ | ----------- | ---------- | ------------ | ------------ | ----------- | ------- |
| Goud   | Ireen Wüst               | Nederland   | 38,77 (1)  | 4.02,02 (1)  | 1.54,87 (1)  | 7.03,40 (3) | 159,736 |
| Zilver | Yvonne Nauta             | Nederland   | 40,79 (16) | 4.02,63 (2)  | 1.57,28 (3)  | 6.59,32 (2) | 162,253 |
| Brons  | Martina Sáblíková        | Tsjechië    | 40,89 (19) | 4.04,22 (3)  | 1.57,46 (5)  | 6.58,13 (1) | 162,559 |
| 4      | Diane Valkenburg         | Nederland   | 39,79 (7)  | 4.06,82 (6)  | 1.57,76 (7)  | 7.09,41 (5) | 163,120 |
| 5      | Joelia Skokova           | Rusland     | 39,01 (3)  | 4.08,28 (7)  | 1.57,02 (2)  | 7.22,09 (8) | 163,605 |
| 6      | Olga Graf                | Rusland     | 40,05 (8)  | 4.08,31 (8)  | 1.57,40 (4)  | 7.12,57 (6) | 163,825 |
| 7      | Claudia Pechstein        | Duitsland   | 40,40 (14) | 4.06,53 (5)  | 1.59,49 (15) | 7.05,44 (4) | 163,862 |
| 8      | Marije Joling            | Nederland   | 40,09 (9)  | 4.04,24 (4)  | 1.58,92 (11) | 7.17,43 (7) | 164,179 |
| NC9    | Jekaterina Sjichova      | Rusland     | 39,14 (4)  | 4.10,15 (10) | 1.57,47 (6)  |             | 119,987 |
| NC10   | Katarzyna Bachleda-Curuś | Polen       | 39,59 (5)  | 4.10,15 (10) | 1.57,47 (6)  |             | 120,889 |
| NC11   | Jevgenia Dmitrijeva      | Rusland     | 39,59 (5)  | 4.10,56 (11) | 1.58,67 (9)  |             | 120,906 |
| NC12   | Luiza Złotkowska         | Polen       | 40,32 (13) | 4.13,46 (14) | 1.58,00 (8)  |             | 121,896 |
| NC13   | Natalia Czerwonka        | Polen       | 40,28 (12) | 4.13,42 (13) | 1.58,95 (12) |             | 122,166 |
| NC14   | Ida Njåtun               | Noorwegen   | 40,19 (10) | 4.14,26 (15) | 1.58,89 (10) |             | 122,196 |
| NC15   | Jelena Peeters           | België      | 40,82 (18) | 4.10,76 (12) | 1.59,12 (14) |             | 122,319 |
| NC16   | Karolína Erbanová        | Tsjechië    | 38,80 (2)  | 4.25,61 (21) | 2.00,08 (16) |             | 123,094 |
| NC17   | Kaitlyn McGregor         | Zwitserland | 40,43 (15) | 4.19,88 (18) | 2.00,28 (17) |             | 123,836 |
| NC18   | Jennifer Bay             | Duitsland   | 41,26 (22) | 4.15,54 (17) | 2.03,37 (20) |             | 124,973 |
| NC19   | Camilla Farestveit       | Noorwegen   | 42,15 (25) | 4.15,04 (16) | 2.02,95 (18) |             | 125,639 |
| NC20   | Francesca Bettrone       | Italië      | 40,24 (11) | 4.27,12 (23) | 2.03,28 (19) |             | 125,853 |
| NC21   | Sofie Karoline Haugen    | Noorwegen   | 40,80 (17) | 4.26,16 (22) | 2.03,64 (21) |             | 126,373 |
| NC22   | Daniela Oltean           | Roemenië    | 41,44 (23) | 4.22,99 (20) | 2.03,99 (22) |             | 126,601 |
| NC23   | Tatjana Michajlova       | Wit-Rusland | 41,05 (21) | 4.27,57 (24) | 2.04,41 (23) |             | 127,115 |
| NC24   | Saskia Alusalu           | Estland     | 43,02 (26) | 4.22,53 (19) | 2.07,72 (24) |             | 129,348 |
| NC25   | Nikola Zdráhalová        | Tsjechië    | 41,86 (24) | 4.33,66 (25) |              |             | 87,470  |
| NC26   | Johanna Östlund          | Zweden      | 40,99 (20) | DQ (26)      |              |             | –       |
| NC27   | Sara Bak-Briand          | Denemarken  | 46,45 (27) | –            |              |             | 46,450  |

## WK-kwalificatie
Vanaf de editie van 1999 is het aantal deelnemers aan het WK allround door de ISU op 24 vastgesteld. De startplaatsen werden voortaan per continent verdeeld. Voor Europa geldt het EK allround tevens als kwalificatietoernooi voor het WK allround. Voor Azië en Noord-Amerika & Oceanië worden er sinds 1999 speciale kwalificatietoernooien georganiseerd.
Op basis van de uitslag van het WK allround 2013 had Europa bij het WK allround 2014 recht op 18 startplaatsen bij de mannen en 14 bij de vrouwen. Deze startplaatsen werden - op basis van de ranglijst na drie afstanden - als volgt verdeeld:
|         | 4                  | 3         | 2               | 1                              |
| ------- | ------------------ | --------- | --------------- | ------------------------------ |
| Mannen  | Nederland, Polen   | Noorwegen | Rusland, Italië | België, Letland, Zweden        |
| Vrouwen | Nederland, Rusland | Polen     |                 | Duitsland, Noorwegen, Tsjechië |